# 崇礼镇
崇礼镇，是中华人民共和国四川省眉山市东坡区下辖的一个乡镇级行政单位。2019年12月，撤销复盛乡、金花乡，将原复盛乡新街社区、观盛村、中桂村、中塘村、中坊村以及原金花乡金江村、红阳村所属行政区域划归崇礼镇管辖。

## 行政区划
崇礼镇下辖以下地区：
崇礼社区、柏杨村、蟆颐村、玄翁村、韩宾村、洪庙村、白马村、桃园村、岷江村、光华村、大定桥村、石子村、万坝村和蟠龙村。